# トマス・ハミルトン (第7代ハディントン伯爵)
第7代ハディントン伯爵トマス・ハミルトン（英語: Thomas Hamilton, 7th Earl of Haddington、1721年 – 1794年5月19日）は、スコットランド貴族。1732年から1735年までビニング卿の儀礼称号を使用した。

## 生涯
ビニング卿チャールズ・ハミルトンとレイチェル・ベイリー（Rachel Baillie）の長男として、1721年に生まれた。ビニング卿が1732年12月27日に早世した後、祖父にあたる第6代ハディントン伯爵トマス・ハミルトンが1735年11月28日に死去すると、ハディントン伯爵の爵位を継承した。
1737年4月30日、オックスフォード大学セント・メアリー・ホールに入学した。ハディントン伯爵は大陸ヨーロッパを旅し、一時はローマやジュネーヴに住み、ジュネーヴではベンジャミン・スティリングフリートなども関わった「コモン・ルーム」（Common Room）の会員だった。
1744年頃にスコットランドに戻ったものの、政治などにはかかわらなかった。1794年5月19日に死去、長男チャールズが爵位を継承した。

## 家族
1750年10月28日、メアリー・ロイド（Mary Lloyd、1785年9月7日没、グレシャム・ロイドの娘）と結婚、2男をもうけた。
- チャールズ（1753年 – 1828年） - 第8代ハディントン伯爵
- トマス（1758年9月23日 – 1774年8月1日）

1786年3月6日、アン・ガスコイン（Anne Gascoigne、1840年6月21日没、チャールズ・ガスコインの娘）と再婚、1女をもうけた。
- シャーロット（1790年3月14日 – 1793年5月3日[3]） - 夭折

## 関連図書
- Anderson, John（英語版）, Historical and genealogical memoirs of the House of Hamilton; with genealogical memoirs of the several branches of the family, Edinburgh 1825.

| スコットランドの爵位    | スコットランドの爵位             | スコットランドの爵位        |
| ----------------------- | -------------------------------- | --------------------------- |
| 先代 トマス・ハミルトン | ハディントン伯爵 1735年 – 1794年 | 次代 チャールズ・ハミルトン |